# Alejandro Osorio (Fußballspieler)
Alejandro Osorio, mit vollständigem Namen Luis Alejandro Osorio González, (* 24. September 1976 in Rancagua) ist ein ehemaliger chilenischer Fußballspieler. Der Mittelfeldspieler gewann mit Universidad Católica zwei Meisterschaften und absolvierte acht Länderspiele für Chile.

## Karriere

### Verein
Alejandro Osorio, auch unter seinem Spitznamen Janino bekannt, begann seine Karriere in seiner Geburtsstadt beim CD O’Higgins. Vor allem durch seine starken Leistungen in den Jugendnationalmannschaften wurde der Mittelfeldspieler 1996 von Universidad Católica entdeckt und verpflichtet. Dort entwickelte er sich schnell zum Stammspieler und gewann mit den Cruzados die Apertura 1997. In der Copa Libertadores 1997 schied der Klub gegen den Lokalrivalen CSD Colo-Colo im Viertelfinale aus. 1999 wechselte Osorio erst auf Leihbasis, dann als feste Verpflichtung nach Argentinien zu Estudiantes de La Plata. Ende 2002 wurde Osorio von Trainer Oscar Malbernat aussortiert und spielte auch in den Plänen des neuen Trainers Carlos Bilardo keine Rolle mehr.
Mitte 2003 folgte der Wechsel nach Europa zum portugiesischen Klub SC Beira-Mar auf Drängen von Universidad Católica, die in finanzielle Schwierigkeiten geraten waren und noch 50 % der Transferrechte an Osorio hielten. Wegen einer Verletzung verlor der häufig als offensiver Mittelfeldspieler eingesetzte Osorio seinen Startelfplatz und konnte diesen nicht zurückgewinnen, so dass er 2004 zu Universidad Católica zurückkehrte. Mit dem Klub gewann Osorio die Clausura 2005. Im Finale, das Universidad Católica nach Elfmeterschießen gegen Universidad de Chile gewann, schoss Osorio einen Treffer.
Zur Saison 2007 wechselte Osorio zu Deportes Antofagasta und nach der Apertura zu Deportes Concepción. 2008 folgte Osorio Trainer Fernando Díaz, den er aus Antofagasta kannte, zu Deportivo Ñublense. Mit dem Klub aus Chillán spielte der offensive Mittelfeldspieler eine gute Saison und qualifizierte sich für die Copa Sudamericana 2008. Dort erzielte Osorio zwar ein Tor, Ñublense schied aber gegen den peruanischen Klub Sport Áncash in der 2. Runde aus. Durch die gezeigten Leistungen eröffnete sich ihm die Möglichkeit, noch einmal für einen ambitionierten Klub zu spielen. So wechselte Osorio 2009 zum CD Cobreloa. Osorio lief als Kapitän des Teams auf, allerdings qualifizierte sich Cobreloa weder in der Apertura noch in der Clausura für die Play-offs um die Meisterschaft. Alejandro Osorio beendete nach dieser Saison seine Karriere.

### Nationalmannschaft
Alejandro Osorio spielte in der U-17 Chiles, die bei der Südamerikameisterschaft 1993 Vizemeister wurde und bei der Weltmeisterschaft 1993 in Japan den dritten Platz holte. Bei der Weltmeisterschaft stand Osorio in sechs Partien auf dem Platz und erzielte ein Tor.
Bei der U-20-Weltmeisterschaft 1995 schied Osorio mit Chile in der Gruppenphase aus. Der Mittelfeldspieler kam aber nicht zum Einsatz.
Alejandro Osorio debütierte in der chilenischen Nationalmannschaft unter Nelson Acosta bei der Copa América 1997 im letzten Gruppenspiel gegen Ecuador. Chile beendete das Turnier als Gruppenletzter ohne Punkt.
Bei der Copa América 2001 spielte der Osorio bei den Erfolgen über Ecuador und Venezuela. Chile kam als Gruppenzweiter ins Viertelfinale, in dem La Roja gegen Mexiko mit einer 0:2-Niederlage ausschied. Osorio spielte die Partie über die vollen 90 Spielminuten. Das Spiel war zugleich sein letztes Länderspiel. Osorio absolvierte insgesamt acht Partien, in denen ihm ein Torerfolg verwehrt blieb.

## Erfolge
Universidad Católica
- Chilenischer Meister: 1997-A, 2005-C